# Хипхопиум вол.3
Хипхопиум вол.3 је пети соло албум репера Ђуса (енгл. Juice), који је издао 2015. године. На албуму се налазе 23 песме.

## Песме
На албуму се налазе следеће песме: